# 格伦罗克 (怀俄明州)
格伦罗克（英語：Glenrock），是美国怀俄明州康弗斯县（Converse）下属的一座城市。该市的人口在2000年为2,231人，2010年有2,576，2011年则估计有2,562人。